# Unterseeboot 854
L'Unterseeboot 854 (ou U-854) est un sous-marin allemand utilisé par la Kriegsmarine pendant la Seconde Guerre mondiale.

## Historique
Au cours de sa période d'entraînement initial à Stettin en province de Poméranie au sein de la 4. Unterseebootsflottille, l'U-854 coule le 4 février 1944 à 11h57 dans la Mer Baltique au Nord de Świnoujście à la position géographique de 54° 44′ N, 14° 16′ E par des mines sous-marines.
 
Cinquante-et-un membres d'équipage meurent dans cette attaque, qui laisse sept survivants.

## Affectations successives
- 4. Unterseebootsflottille du 19 juillet 1943 au 4 février 1944

## Commandement
- Kapitänleutnant Horst Weiher du 19 juillet 1943 au 4 février 1944

## Navires coulés
L'U-854 n'a ni endommagé, ni coulé de navire, n'ayant pas eu le temps de participer à une patrouille.

## Sources
- U-854 sur Uboat.net